# Palmellaceae
Palmellaceae, porodica zelenih algi u redu Chlamydomonadales. Oko 20 priznatih vrsta u 12 rodova

## Rodovi
1. Chlamydocystis M.O.P.Iyengar
2. Chloranomala Mitra
3. Dendrodictyon M.O.P.Iyengar
4. Ecballocystella M.O.P.Iyengar
5. Ecballodictyon Komárek
6. Gloiodictyon C.Agardh
7. Györffyana Kol & F.Chodat
8. Inoderma Kützing
9. Oncosaccus C.-C.Jao
10. Palmella Lyngbye
11. Palmellosphaericum M.O.P.Iyengar
12. Urococcus Kützing

## Vanjske poveznice
|  | Zajednički poslužitelj ima još gradiva o temi Palmellaceae |
|  | Wikivrste imaju podatke o taksonu Palmellaceae             |